# La Unión (La Libertad, Perú)
La Unión fue  un diario de la provincia de Pacasmayo, Perú. El diario tuvo circulación en el valle de Jequetepeque (en el ámbito de las provincias de Pacasmayo y Chepen). Se fundó como semanario en la ciudad de  Chepen el 13 de agosto de 1913 por don Manuel Pastor Ríos Gamarra, quien en 1922 lo traslada a Pacasmayo y se convierte en diario, en ese ciudad con el apoyo de destacados literatos pacasmayinos convierte a este diario en el mes importante de las provincias liberteñas[cita requerida], logrando así su hegemonía en el valle de jequetepeque. El diario recopilaba información sobre los aspecto político, social, cultural, económico y religioso del valle del Jequetepeque.